# 土岐友浩
土岐 友浩（とき ともひろ、1982年 - ）は、日本の歌人・精神科医。

## 経歴
愛知県立旭丘高等学校出身。京都大学医学部に進学し、2004年に京大短歌に入会し作歌をはじめる。2009年、同人誌「町」創刊に参加（2011年解散）。2013年より同人誌「一角」を個人発行している。
2015年、「ウォーク・アロン」30首で第26回歌壇賞候補。同年、第一歌集『Bootleg』を刊行し、同歌集で第41回現代歌人集会賞受賞。2020年、第二歌集『僕は行くよ』を刊行。

## 著作

### 単著
- 『Bootleg』、2015年6月15日、書肆侃侃房、ISBN 978-4-86385-185-6
- 『僕は行くよ』、2020年12月、青磁社、ISBN 978-4-86198-491-4

### アンソロジー
- 東直子・佐藤弓生・千葉聡編『短歌タイムカプセル』、2018年1月31日、書肆侃侃房、ISBN 978-4-86385-300-3